# Alanözü, Güneysınır
Alanözü là một thị trấn thuộc huyện Güneysınır, tỉnh Konya, Thổ Nhĩ Kỳ. Dân số thời điểm năm 2011 là 716 người.